# Старинные крылья Канады

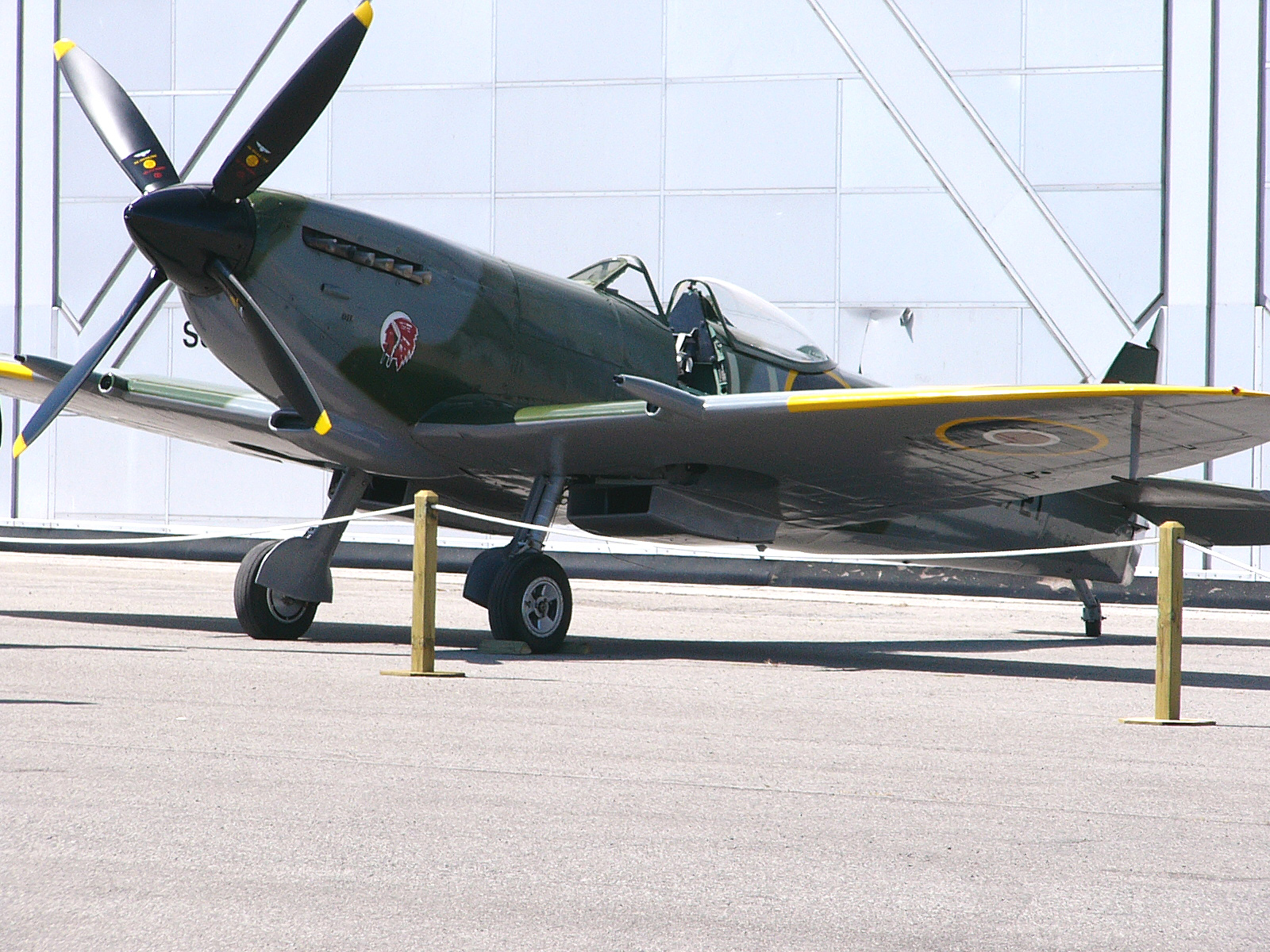
Spitfire Mark XVI

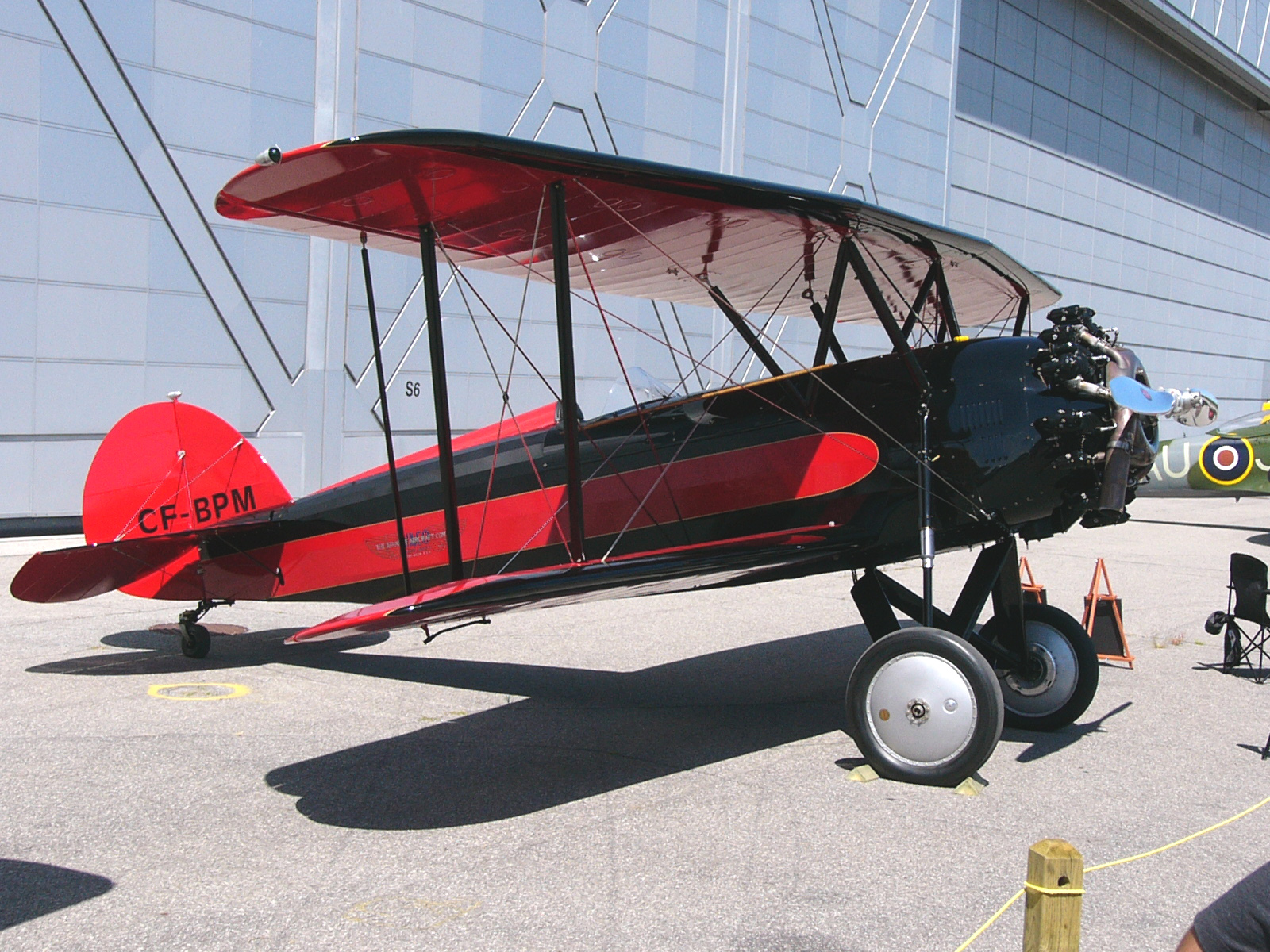
Waco 10.

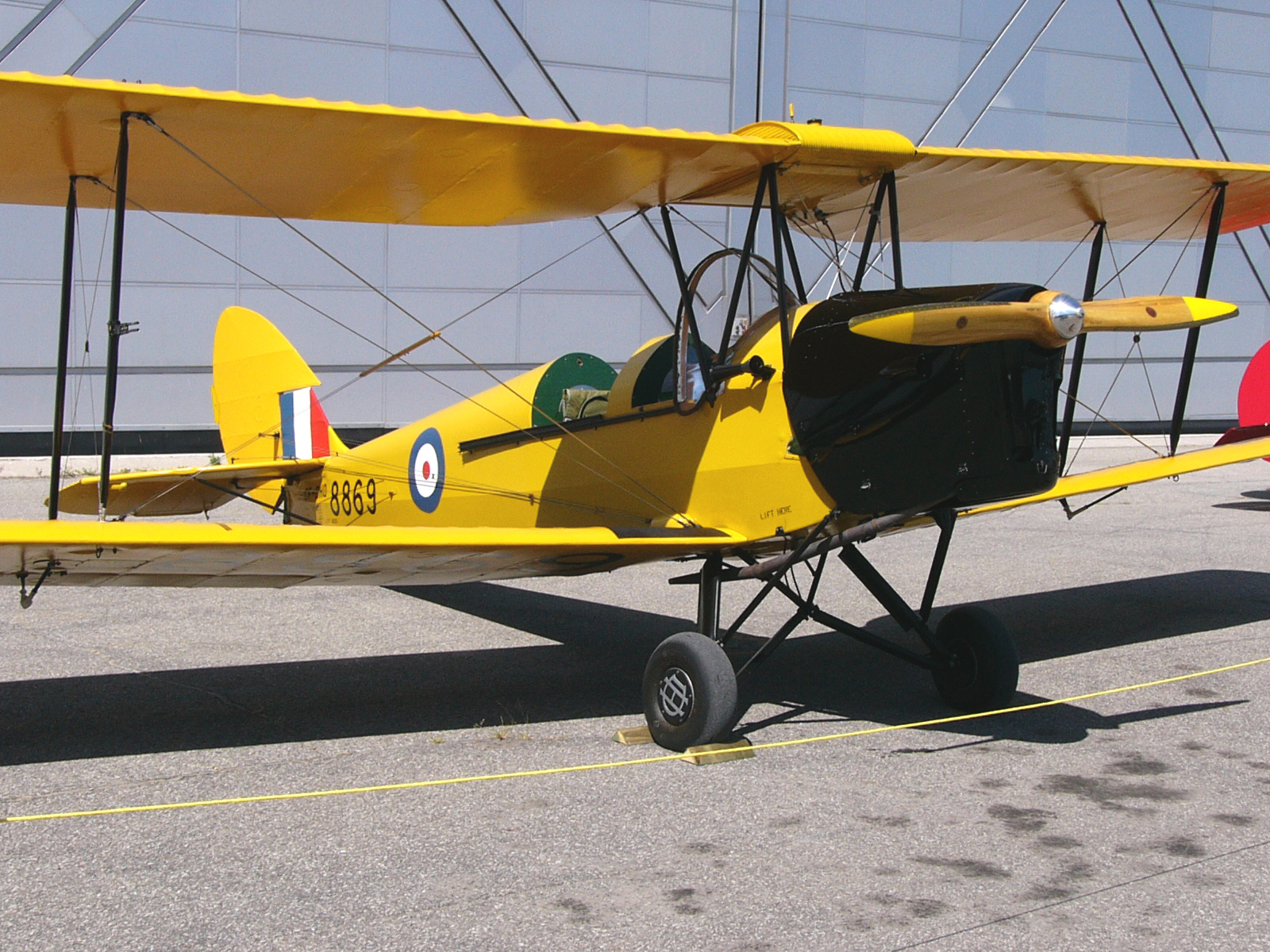
de Havilland DH 82C Tiger Moth.

Старинные крылья Канады, или Исторические крылья Канады, англ. Vintage Wings of Canada, фр. Les ailes d'époque du Canada — авиационный музей исторических самолётов. Функционирует на благотворительной основе. Расположен на территории аэропорта Гатино-Оттава в г. Гатино, Квебек, Канада в крупном ангаре.
Музей основал в 2000 г. предприниматель и меценат Майкл Поттер
. Большинство самолётов в коллекции музея находятся в рабочем состоянии и регулярно используются во время авиашоу.
Музей открыт для посетителей с 8:00 до 16:00. По предварительной записи проводятся групповые экскурсии, демонстрационные полёты, встречи с ветеранами авиации.
Самолёты музея часто участвуют в авиационных шоу Оттавы и Гатино, в частности, в парадах по случаю очередных выпусков в Королевском военном колледже Канады, воскресных парадах в честь битвы за Британию, Классическом аэроралли в сотрудничестве с расположенным через реку Канадским музеем авиации и космоса (проводится ежегодно в аэропорту Роклифф), и многих других аналогичных мероприятиях в Канаде и США.